# Casting Crowns (álbum)
| Críticas profissionais | Críticas profissionais |
| Avaliações da crítica  | Avaliações da crítica  |
| Fonte                  | Avaliação              |
| ---------------------- | ---------------------- |
| allmusic               | link                   |
| Jesus Freak Hideout    | link                   |

Casting Crowns é o álbum de estreia da banda Casting Crowns, lançado em 7 de outubro de 2003.
No final de 2009, o álbum tinha vendido mais de 1,7 milhões de cópias.

## Faixas
1. "What If His People Prayed" — 3:28
2. "If We Are the Body" —	3:59
3. "Voice of Truth" — 5:25
4. "Who Am I" — 5:36
5. "American Dream" — 4:12
6. "Here I Go Again" — 4:45
7. "Praise You With the Dance" — 3:57
8. "Glory" — 5:07
9. "Life of Praise" — 3:19
10. "Your Love Is Extravagant" — 3:53

## Desempenho nas paradas musicais
| Parada musical (2004)                 | Posição |
| ------------------------------------- | ------- |
| Estados Unidos - Billboard 200        | 59      |
| Estados Unidos - Top Christian Albums | 2       |
| Estados Unidos - Top Heatseekers      | 1       |